# Prestor
Prestor je priimek več znanih Slovencev:
- Borut Prestor (*1959), nevrokirurg, prof. MF
- Brane Prestor (1930-2001), novinar, TV-voditelj
- Ciril Prestor (1890-1944), pisec vojnega dnevnika
- Gaja Prestor (*2000), pop-glasbenica
- Joerg Prestor (*1961), hidrogeolog, jamar
- Lovrenc Prestor (1890-1954), pisec spominov in pesnik
- Nataša Prestor (*1961), kiparka in keramičarka
- Vincenc (Vinko) Prestor (1928-2022), duhovnik, stolni kanonik